# Armando Ferreira
Pour les articles homonymes, voir Ferreira.
Armando Félix Ferreira est un footballeur portugais né le 23 décembre 1919 à Barreiro et mort le 31 juillet 2005. Il évoluait au poste d'attaquant.

## Biographie

### En club
Armando Ferreira joue dans le championnat portugais au cours de sa carrière, défendant notamment les couleurs du FC Barreirense et du Sporting Portugal,,.
Avec le Sporting, il est champion du Portugal à cinq reprises. Il remporte également quatre coupes lors de son passage au club.

### En équipe nationale
International portugais, il reçoit 5 sélections en équipe du Portugal entre 1940 et 1949, pour aucun but marqué,.
Il joue son premier match en équipe nationale le 28 janvier 1940 en amical contre la France (défaite 2-3 à Paris).
Son dernier match a lieu le 22 mai 1949 contre l'Irlande en amical (défaite 0-1 à Dublin).

### Entraîneur
Au cours de sa carrière, il entraîne le FC Barreirense et le Sporting Portugal. Il est aussi sélectionneur du Portugal.

## Palmarès
Avec le Sporting Portugal :
- Champion du Portugal en 1941, 1944, 1947, 1948 et 1949
- Vainqueur de la Coupe du Portugal en 1941, 1945, 1946, 1947 et 1948